# Župnija Sv. Ožbalt ob Dravi
Župnija Sv. Ožbalt ob Dravi je rimskokatoliška teritorialna župnija dekanije Radlje-Vuzenica koroškega naddekanata, ki je del nadškofije Maribor.
Župnijska cerkev je cerkev sv. Ožbalta ob Dravi.